# Pro Bowl

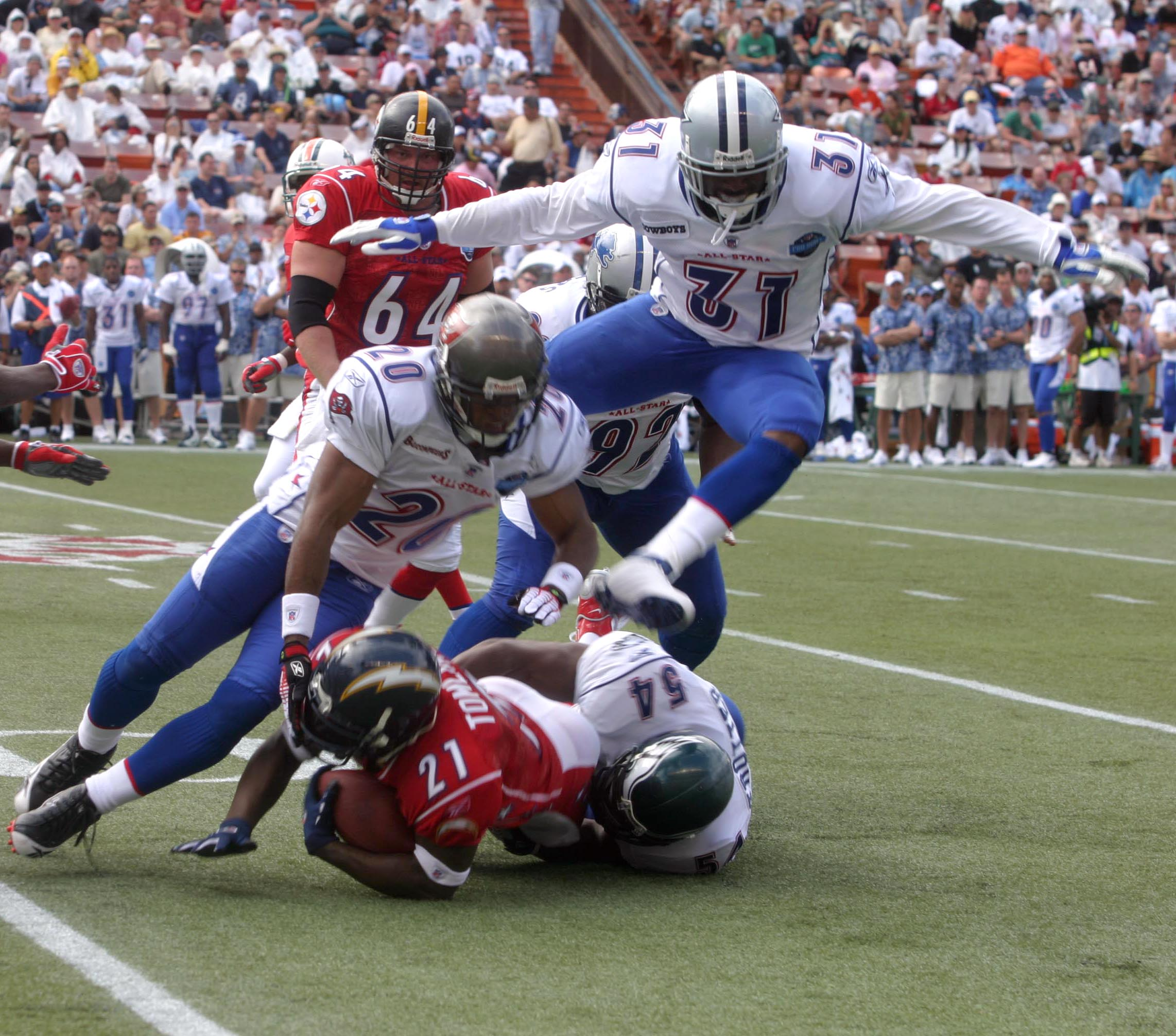
Jogadores disputando o Pro Bowl de 2006.

O Pro Bowl, no futebol americano profissional dos Estados Unidos, é o Jogo das Estrelas da National Football League (NFL). Desde a fusão entre a AFL-NFL em 1970, é oficialmente chamado de AFC–NFC Pro Bowl, contando com a presença dos melhores jogadores da American Football Conference (AFC) contra os melhores da National Football Conference (NFC).
Ao contrário de outras ligas esportivas dos Estados Unidos, que tem seu all-star game no meio da temporada regular, o Pro Bowl é jogado ao término da temporada da NFL. O primeiro Pro Bowl, com as estrelas da temporada de 1938, jogado em 15 de janeiro de 1939 em Los Angeles. O jogo foi então disputado em vários estádios até firmar residência fixa no Aloha Stadium em Honolulu, Havaí, de 1980 a 2016, com exceção de 2 anos. O Pro Bowl de 2010 foi jogado no Sun Life Stadium, a sede do Miami Dolphins, local do Super Bowl XLIV, em 31 de janeiro, sendo esta a primeira vez na história que o Pro Bowl acontecia antes da grande final, com as equipes das conferências não escalando jogadores que estariam no Super Bowl. Em 9 de abril de 2014, a NFL anunciou que o Pro Bowl de 2015 seria jogado na semana anterior ao Super Bowl na University of Phoenix Stadium em Glendale, Arizona, em 25 de janeiro de 2015. O jogo retornou ao Havaí em 2016. Em 1 de junho de 2016, a NFL anunciou um novo acordo para que o Pro Bowl passe a ser disputado em Orlando, Flórida a partir do ano seguinte.
Em 2014, houve uma mudança no formato do Pro Bowl. A liga resolveu formar times de jogadores das duas conferências e não um embate entre elas. Assim, no dia 22 de janeiro houve uma espécie de Draft, onde cada time selecionava um jogador entre aqueles escolhidos pelo público em votação online. A estratégia visava uma maior competitividade e dois times mais fortes que os de costume dos combinados de conferência. Os técnicos de cada equipe eram os membros do Hall da Fama Jerry Rice e Deion Sanders. O novo formato, apesar de agradar os especialistas, também trouxe críticas. Atualmente, há quem defenda o fim do Pro Bowl. Em setembro de 2022, a NFL anunciou que o jogo do Pro Bowl mudaria para um jogo de futebol americano de bandeira (Flag football) sem contato em 2023, bem como uma parceria com a Omaha Productions de Peyton Manning para reformular a semana do Pro Bowl como "Pro Bowl Games".
Durante anos, o jogo sofreu com a falta de interesse por sua baixa qualidade percebida, com observadores e comentaristas expressando seu descontentamento com isso.